# Gustavo Rosa
Gustavo Rosa (São Paulo, 20 de dezembro de 1946 — São Paulo, 12 de novembro de 2013) foi um pintor, desenhista, gravador e artista plástico brasileiro.

## Biografia

### Infância e juventude
Gustavo Rosa nasceu em São Paulo em 20 dezembro de 1946, e aos três anos já demonstrava aptidão para as artes plásticas, desenhando compulsivamente em folhas de papel. Mais tarde, paredes e cadernos escolares tornaram-se suas "telas", onde retratava personagens da infância. Chegou a estagiar no setor de Artes da Editora Abril. Em 1964, inscreveu-se no curso livre de desenho e pintura da Fundação Armando Álvares Penteado-FAAP, ministrado pela artista plástica Teresa Nazar, pintora precursora da Pop Art no Brasil, ao lado de Rubens Gerchman, Antônio Dias, Hélio Oiticica e Carlos Vergara. Ali aprendeu composição, enquadramento, uso de cores e, em especial, instruiu-se nos conceitos básicos da apreensão e representação do corpo humano, proporcionado pelas aulas com modelo vivo.
Impressionada com as evoluções e a qualidade das obras de Gustavo, Teresa escolheu quatro delas para serem expostas, naquele mesmo ano, na Primeira Anual de Artes Plásticas da FAAP, realizada no MAB – Museu de Arte Brasileira, ao lado de artistas como Luisa Strina, Selma Garrido e Lívio Augusto Malzone. Foi a primeira exposição pública de Gustavo, que marcaria o início das quase cinco décadas de sua trajetória artística — 1964-2013.

### A influência de Klimt, Nold e Di Cavalcanti
O início da carreira marcou a paixão por duas referências nas artes plásticas: as duas primeiras foram Klimt e Emil Nold, o que o levou a abandonar as escolas, que, segundo ele, “extraíam muito do seu tempo”. Assim, rendeu-se totalmente à obsessão do desenho-pintura.
Em 1969, Gustavo participou de sua primeira exposição coletiva em uma galeria de arte, dividindo o espaço da antiga Galeria Vice-Rey, em São Paulo, com obras de Walter Lewy, Dirce Pires e Décio Escobar. Ao ver os quadros de Gustavo, o célebre pintor Emiliano Di Cavalcanti ficou impressionado com os traços do jovem artista, o que marcou o início de uma amizade que duraria até a morte, em 1976, do precursor do modernismo no Brasil. Naquele mesmo ano, Gustavo se inscreveu no “Primeiro Festival das Artes InterClubes de São Paulo”. Os críticos e membros do júri de seleção e premiação Walter Zanini e Pietro Maria Bardi lhe outorgaram-lhe a Medalha de Ouro na categoria pintura, enquanto o júri geral de todas as categorias (fotografia, arquitetura, pintura, música e literatura), composto por nomes como Maria Helena Chartuni, Lew Parrella, Olivier Perroy, Eduardo Kneese de Mello, Lúcio Grinover, Paulo Mendes da Rocha e Cecília Meirelles, lhe atribuiu a principal honraria do evento: “Prêmio Viagem ao Exterior”.
Em 1970, realiza a sua primeira exposição individual na Galeria Alberto Bonfiglioli com uma série de retratos que captavam quase fotograficamente os aspectos físicos e os semblantes fisionômicos dos personagens. Além de fama, isso lhe rendeu e muitas encomendas de portrait que lhe permitiram, logo no início da carreira, viver de sua própria arte – algo incomum para a época.

### Palhaços, bicicletas e banhistas

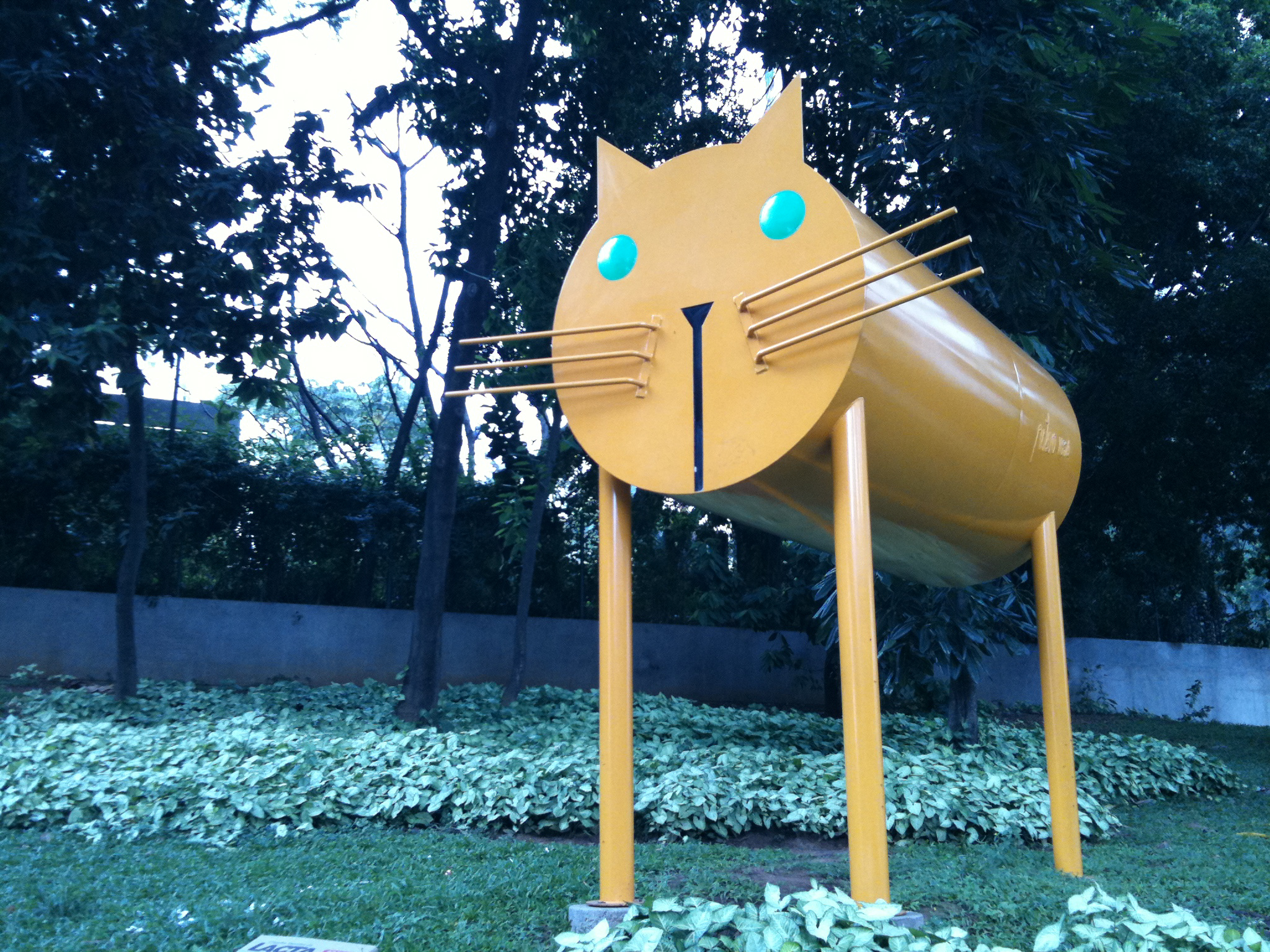
Gato, c.2000, de Gustavo Rosa. Instalada em um dos jardins da estação São Bento do metrô, é parte da coleção de esculturas da cidade de São Paulo.

Consolidando a carreira e ainda jovem, Gustavo dá início a uma de suas várias séries, reinterpretando a figura carismática do palhaço, descobrindo formas incomuns de apresentá-la. Em seguida, a série “Bicicletas” faz a crítica de arte Ernestina Karman classificar Gustavo como um “observador inteligente e sensível, capaz de captar não apenas a maneira de viver, mas em especial, as mais espontâneas emoções do ser humano”. Em 1973, numa exposição antológica denominada “O Quadrado”, incluiu ou transformou formas humanas em composições plásticas quadrangulares. Uma mudança radical em sua obra destacada pela Crítica e apreciadores de arte da época. Estuda gravura em 1974, com o norte-americano Rudy Pozzati, no MAB/Faap.
Em 1979, aprendeu com Alfredo Volpi a técnica da têmpera a ovo. Em 1981, desenvolveu pela primeira vez o tema da natureza morta. Mas foi com a série “As Banhistas”, idealizada a seguir, que Gustavo celebrizou-se, acrescentando o humor a um tema clássico das artes plásticas já tratado por nomes como Georges Seurat, Pierre-Auguste Renoir, Paul Cézanne e Henri Matisse.
A década de 1980 foi marcada pela consagração de sua carreira, com participações e prêmios em importantes mostras de arte, como “Panoramas da Arte Atual Brasileira” do Museu de Arte Moderna de São Paulo, “Exposição Brasil-Japão”, “Salão Nacional de Artes Plásticas da Funarte”, “Salão Paulista de Arte Contemporânea” e “A Trama do Gosto”, da Fundação Bienal de São Paulo de 1987. Gustavo também realizou exposições individuais em Nova York, Los Angeles, Rio de Janeiro, Porto Alegre, além da comemoração dos seus “20 anos de Pintura”, em 1985, na Galeria Bonfiglioli, em São Paulo.
Já a década de 1990 marcou a consolidação da obra de Gustavo, com exposições no exterior — International Museum of 20th Century Arts de Los Angeles; Egremont, Massachusetts; Collection Gallery, em Miami; Museo Del Barça e Studio La Secca, em Barcelona. Em 1994, lança uma grife com o seu nome na Bloomingdale's, Nova Iorque. Em 1998, passa a desenvolver capas para cadernos escolares da Tilibra.
Inaugura, em 2005, no Jardim Paulista, o Estúdio Gustavo Rosa, onde passa a viver e a expor suas obras — local que hoje abriga o Instituto Gustavo Rosa. Em 29 de novembro de 2007, lançou o livro Pintando um Mundo Melhor, e, em 19 de maio de 2010, lançou o segundo, um livro de imagens intitulado Diferentes sim, e daí?.
Os últimos 14 anos de sua vida foram de luta contra um câncer na medula diagnosticado no final dos anos 1990. Mesmo doente, não parou de produzir, expor e doar obras para serem leiloadas com fins beneficentes, uma rotina que ele praticava desde os anos 1970. Faleceu em 12 de novembro de 2013.